# Tekki Fii
Tekki Fii est un programme de promotion de l’emploi et d'insertion professionnelle des jeunes sénégalais. C'est une initiative du gouvernement du Sénégal.

## Présentation
Tekki Fii (en wolof ) qui signifie en français « réussir ici », est un programme mis en place par l'Etat sénégalais en partenariat avec l'Union européenne pour répondre aux problématiques du chômage et de la migration irrégulière des jeunes sénégalais. Ce projet financé à hauteur de 26 milliards de Francs CFA par l'Union européenne a été lancé en mai 2017 pour une durée de 4 ans (2017-2020),. Il est déployé dans les zones de départs des migrants, notamment dans les régions de Louga,  Casamance, Tambacounda, Kédougou, Kolda, Sédhiou, Ziguinchor, Saint-Louis, Matam, du Sud-est et du Nord du Sénégal. 

## Objectifs
Tekki Fii est une initiative visant principalement à lutter contre la migration clandestine des sénégalais, en apportant un soutien à l'emploi des jeunes, à l'entrepreneuriat, à la formation professionnelle et au devéloppement des entreprises dans les régions de départs des migrants,. 
Les objectifs spécifiques de ce programme sont : le renforcement du tissu d'entreprises locales, l'élargissement de l'accès équitable à la formation professionnelle, la facilitation de l'accès au financement pour les jeunes entrepreneurs et entreprises, l'information sur les opportunités économiques au Sénégal et la sensibilisation aux réalités des parcours migratoires clandestins,.

## Mise en œuvre
Le programme Tekki Fii s'articule autour des activités suivantes : une campagne de communication et de sensibilisation (caravane, panels, débats, concerts) ; des formations professionnelles ; des formations d'appuis à l'entrepreneuriat et au développement d'entreprises ; des financements de projets,,.   

## Résultats
L'initiative Tekki Fii a permis le financement de plus de 3000 micro, petites et moyennes entreprises (MPME) et de contribuer ainsi à la création d'environ 1800 emplois, sans compter le maintien et l'amélioration de plus de 13 000 autres emplois. Aussi grâce à ce programme, plus de 15 000 personnes ont été formées dans le Sud du Sénégal ; avec à la clé la construction de 3 nouveaux centres de formation à Tambacounda et Sédhiou, puis 6 unités mobiles de formation confiées aux centres de formation des régions du Sud. Par ailleurs, plus de 1700 jeunes ont reçu un accompagnement dans leurs projets d'entreprises. Enfin, la campagne de sensibilisation sur les opportunités énomiques au Sénégal et la migration irrégulière a permis de toucher plus de 2 000 000 de pesronnes.